# Пакор II (Партия)
Пакор II е владетел на Партия от династията на Арсакидите. Управлява вероятно около 78 – 105/110 г.

## Живот
Не е ясно какви са роднинските отношения на Пакор II с неговия предшественик. Въпреки липсата на сигурни доказателства, съществуват мнения че той е син или брат на Вологез I.
Пакор II най-вероятно не е идентичен с едноименния владетел на Мидия Атропатена, когото римският историк Тацит споменава като син на Вонон II и брат на Вологез I. Около 51 г. Вологез I назначава брат си Пакор като васален владетел в Атропатена. Ако това е същият Пакор, който се възкачва на партския трон през 78 г., то би следвало да се приеме че тогава той трябва да е бил мъж на средна възраст, а не голобрад младеж, изобразяван върху ранните монети на Пакор II.
Пакор II се възцарява на трона след междуособна война срещу Вологез II, вероятно негов брат, племенник или друг роднина. Пакор II е принуден да се бори срещу узурпациите на Артабан III (ок. 79 – 80/81 г.) в Мала Азия и срещу Вологаз III (след 105 г.) в Мидия и източните области на империята.
Пакор II продава Осроене на Абгар VII. През царуването си разширява столицата Ктезифон и построява стени около града. Поддържа контакти с дакийския цар Децебал и праща посланици до династията Хан. Със съгласието на Рим през 110 г. поставя на трона в Армения единия от синовете си.
Пакор II е наследен от неговия брат или шурей Хосрой I (Осрой).

## Деца
Известни са трима синове на Пакор II:
- Аксидар (Ашхадар; Екседат), цар на Армения (110 – 113 г.), детрониран от Хосрой I
- Партамасир, цар на Армения (113 – 114 г.), детрониран от римския император Траян
- Мередат (Митридат), цар на Харакена (Месене), ок. 131 – 151 г., детрониран от Вологез IV